# Молодіжний чемпіонат Європи з футболу 2000
Чемпіонат Європи з футболу 2000 серед молодіжних команд — міжнародний футбольний турнір під егідою УЄФА серед молодіжних збірних команд країн зони УЄФА. Переможцем турніру стала молодіжна збірна команда Італії, яка у фіналі перемогла молодіжну збірну Чехії 2:1.

## Кваліфікувались до фінальної частини
| Країна     | Групи   | Попередні турніри                                               |
| ---------- | ------- | --------------------------------------------------------------- |
| Італія     | Група 1 | 10 (1978, 1980, 1982, 1984, 1986, 1988, 1990, 1992, 1994, 1996) |
| Туреччина  | Група 3 | 0 (дебют)                                                       |
| Англія     | Група 5 | 6 (1978, 1980, 1982, 1984, 1986, 1988)                          |
| Іспанія    | Група 6 | 10 (1978, 1980, 1982, 1984, 1986, 1988, 1990, 1994, 1996, 1998) |
| Нідерланди | Група 6 | 3 (1988, 1992, 1998)                                            |
| Словаччина | Група 7 | 0 (дебют)                                                       |
| Хорватія   | Група 8 | 0 (дебют)                                                       |
| Чехія      | Група 9 | 1 (1996)                                                        |

## Арени
| Братислава                                                                      | Тренчин                                                                         | Трнава                                                                | Братислава                                                                      |
| ------------------------------------------------------------------------------- | ------------------------------------------------------------------------------- | --------------------------------------------------------------------- | ------------------------------------------------------------------------------- |
| 48°09′48.81″ пн. ш. 17°08′12.68″ сх. д. / 48.1635583° пн. ш. 17.1368556° сх. д. | 48°53′55.25″ пн. ш. 18°02′41.06″ сх. д. / 48.8986806° пн. ш. 18.0447389° сх. д. | 48°22′24″ пн. ш. 17°35′30″ сх. д. / 48.37333° пн. ш. 17.59167° сх. д. | 48°09′58.24″ пн. ш. 17°08′33.01″ сх. д. / 48.1661778° пн. ш. 17.1425028° сх. д. |
| Тегельне поле                                                                   | Штадіон на Сіготі                                                               | Стадіон Антона Малатинського                                          | Пасієнки                                                                        |
| Місткість: 30,087                                                               | Місткість: 22,079                                                               | Місткість: 18,500                                                     | Місткість: 8,632                                                                |
|                                                                                 |                                                                                 |                                                                       |                                                                                 |

## Груповий етап

### Група А
| Збірна     | І | В | Н | П | ГЗ | ГП | РМ | О |
| ---------- | - | - | - | - | -- | -- | -- | - |
| Чехія      | 3 | 2 | 1 | 0 | 8  | 5  | +3 | 7 |
| Іспанія    | 3 | 1 | 2 | 0 | 2  | 1  | +1 | 5 |
| Нідерланди | 3 | 1 | 0 | 2 | 3  | 5  | −2 | 3 |
| Хорватія   | 3 | 0 | 1 | 2 | 4  | 6  | −2 | 1 |

| 27 травня 2000 19:00 |

| Іспанія  | 1–1      | Чехія     |
| -------- | -------- | --------- |
| Луке 90' | Протокол | Дошек 55' |

| Штадіон на Сіготі, Тренчин Арбітр: Леслі Ірвайн (Північна Ірландія) |

| 27 травня 2000 18:00 |

| Хорватія    | 1–2      | Нідерланди                               |
| ----------- | -------- | ---------------------------------------- |
| Міладин 20' | Протокол | ван Боммел 42' Веннегор оф Гесселінк 84' |

| Стадіон Антона Малатинського, Трнава Арбітр: Стефан Бре (Франція) |

| 29 травня 2000 20:30 |

| Іспанія | 0–0      | Хорватія |
| ------- | -------- | -------- |
|         | Протокол |          |

| Стадіон Антона Малатинського, Трнава Арбітр: Валентин Іванов (Росія) |

| 29 травня 2000 19:00 |

| Чехія                            | 3–1      | Нідерланди  |
| -------------------------------- | -------- | ----------- |
| Янкуловський 28' Яролім 54', 82' | Протокол | Лурлінг 18' |

| Штадіон на Сіготі, Тренчин Арбітр: Селеараєн Субраманіам (Малайзія) |

| 1 червня 2000 20:30 |

| Нідерланди | 0–1      | Іспанія   |
| ---------- | -------- | --------- |
|            | Протокол | Ангуло 6' |

| Стадіон Антона Малатинського, Трнава Арбітр: Дітер Шох (Швейцарія) |

| 1 червня 2000 20:30 |

| Чехія                                                    | 4–3      | Хорватія                |
| -------------------------------------------------------- | -------- | ----------------------- |
| Дошек 44' (пен.) Барош 54' Петроуш 61' (пен.) Сіонко 80' | Протокол | Шерич 4' Тудор 57', 85' |

| Штадіон на Сіготі, Тренчин Арбітр: Карл-Ерік Нільссон (Швеція) |

### Група В
| Збірна     | І | В | Н | П | ГЗ | ГП | РМ | О |
| ---------- | - | - | - | - | -- | -- | -- | - |
| Італія     | 3 | 2 | 1 | 0 | 6  | 2  | +4 | 7 |
| Словаччина | 3 | 2 | 1 | 0 | 5  | 2  | +3 | 7 |
| Англія     | 3 | 1 | 0 | 2 | 6  | 4  | +2 | 3 |
| Туреччина  | 3 | 0 | 0 | 3 | 2  | 11 | −9 | 0 |

| 27 травня 2000 20:30 |

| Італія                         | 2–0      | Англія |
| ------------------------------ | -------- | ------ |
| Командіні 24' Пірло 45' (пен.) | Протокол |        |

| Тегельне поле, Братислава Арбітр: Герберт Фандель (Німеччина) |

| 27 травня 2000 18:00 |

| Словаччина               | 2–1      | Туреччина  |
| ------------------------ | -------- | ---------- |
| Ґрешко 6' Чишовський 67' | Протокол | Дурсун 63' |

| Пасієнки, Братислава Арбітр: Карл-Ерік Нільссон (Швеція) |

| 29 травня 2000 20:30 |

| Італія      | 1–1      | Словаччина |
| ----------- | -------- | ---------- |
| Бароніо 17' | Протокол | Бабнич 73' |

| Пасієнки, Братислава Арбітр: Дітер Шох (Швейцарія) |

| 29 травня 2000 20:30 |

| Англія                                                           | 6–0      | Туреччина |
| ---------------------------------------------------------------- | -------- | --------- |
| Лемпард 28' Джеферс 45' Корт 66' Кінг 73' Міллз 77' Кемпбелл 90' | Протокол |           |

| Тегельне поле, Братислава Арбітр: Стефан Бре (Франція) |

| 1 червня 2000 20:30 |

| Туреччина | 1–3      | Італія                                     |
| --------- | -------- | ------------------------------------------ |
| Акин 54'  | Протокол | Спінезі 14' Бароніо 36' (пен.) Вентола 83' |

| Тегельне поле, Братислава Арбітр: Валентин Іванов (Росія) |

| 1 червня 2000 20:30 |

| Англія | 0–2      | Словаччина           |
| ------ | -------- | -------------------- |
|        | Протокол | Бабнич 67' Немет 74' |

| Пасієнки, Братислава Арбітр: Герберт Фандель (Німеччина) |

## Матч за 3-тє місце
| 4 червня 2000 17:00 |

| Іспанія    | 1–0      | Словаччина |
| ---------- | -------- | ---------- |
| Феррон 58' | Протокол |            |

| Пасієнки, Братислава Арбітр: Леслі Ірвайн (Північна Ірландія) |

## Фінал
| 4 червня 2000 20:30 |

| Чехія     | 1–2      | Італія                |
| --------- | -------- | --------------------- |
| Дошек 51' | Протокол | Пірло 42' (пен.), 81' |

| Тегельне поле, Братислава Глядачів: 9,900 Арбітр: Карл-Ерік Нільссон (Швеція) |

| Чемпіон Європи 2000 |
| ------------------- |
| Італія 4-й титул    |